# 더 롱기스트 저니
《더 롱기스트 저니》는 노르웨이 개발사 펀컴이 제작한 1999년 포인트 앤 클릭 어드벤처 게임이다. 라그나르 톤퀴스트가 프로듀서, 디자이너 및 시나리오를 맡은 작품으로, 엠파이어 인터랙티브가 유럽 지역 배급을 담당했다. 노르웨이에서 1999년 11월 18일 마이크로소프트 윈도우 플랫폼으로 처음 출시됐다. 2014년에는 iOS 이식판이 출시됐다.
《더 롱기스트 저니》에선 오래 전 우주의 균형을 지키기 위해 세상이 둘로 나뉜 후 각각 마법과 기술이 번성하게 된 두 세계가 주무대로, 이 중에는 마법이 지배하는 판타지 문명의 '아케디아'와 우리 현실의 미래에 해당하는 기계문명의 '스타크'가 있다. 이야기의 주인공은 스타크에서 미국 예술대학생 에이프릴 라이언으로, 그녀가 모종의 계기로 아케디아와 스타크를 오갈 수 있는 능력을 얻게 되면서 두 세계의 균형을 붕괴시키려는 세력의 음모를 막기 위해 두 세계에 걸친 모험을 떠나는 것이 주된 내용이다.
발매 후 《더 롱기스트 저니》는 2003년까지 전세계 50만 장 이상의 판매량을 기록해며 상업적 성공을 거뒀다. 언론으로부터는 깊이 있는 세계관과 매력적인 주인공으로 호평을 받았다. 2006년에 후속작 《드림폴: 더 롱기스트 저니》가 출시됐고, 2014년에는 두번째 후속작 《드림폴 챕터스》가 2년에 걸쳐 에피소드 형식으로 발매됐다.

## 개발 및 발매
| “                                                              | 가장 긴 모험은 자신으로의 모험, 즉 그의 존재의 기원을 찾는 것을 운명으로 삼는 것을 가리킨다. (The longest journey is the journey inward, for he who has chosen his destiny has started upon his quest for the source of his being.) | ” |
| — 다그 함마르셸드, 《더 롱기스트 저니》 제목의 유래가 된 격언. | |   |

《더 롱기스트 저니》는 라그나르 톤퀴스트를 주축으로 펀컴 내부의 소규모 개발팀이 제작했다. 회사가 제작한 독립 게임으로 약 2~3백만 달러 가량의 예산으로 개발됐다.
게임 제목 《더 롱기스트 저니》는 스웨덴의 정치가 다그 함마르셸드가 남긴 말에서 유래됐다. 그외에 게임 저술에 영감을 준 작품으로 시에라의 어드벤처 게임 《가브리엘 나이트: 아버지들의 죄》, 닐 게이먼의 《샌드맨》과 《마법의 책》, 드라마 《뱀파이어 해결사》 등이 있다.
1999년 노르웨이에서 배급사 IQ 미디어 노르딕이 처음 게임을 출시했으며, 뒤이어 프랑스, 영국, 독일 등 유럽 전역과 미국에 발매됐다. 개발 당시에 게임 내의 대사들은 모두 영어로 먼저 쓰고 녹음됐으나 다른 언어의 현지화판이 먼저 출시됐다.
2011년 10월에 아이폰을 지원하는 iOS 이식판이 발표됐으며 2014년에 출시됐다.

## 평가
| 평가 |        |
| --- | ------ |
| 통합 점수 통합사 점수 게임랭킹스 88.00% [ 8 ] 메타크리틱 91/100 [ 9 ] 평론 점수 평론사 점수 어드벤처 게이머즈 4.5/5 [ 10 ] CGW [ 11 ] 게임스팟 9.3/10 [ 12 ] 게임스파이 92/100 [ 13 ] IGN 9.3/10 [ 14 ] 넥스트 제네레이션 [ 15 ] PC 게이머 (US) 90% [ 16 ] Computer Games Magazine [ 17 ] The Electric Playground 8.5/10 [ 18 ] |        |
| 통합 점수 |        |
| 통합사 | 점수   |
| 게임랭킹스 | 88.00% |
| 메타크리틱 | 91/100 |
| 평론 점수 |        |
| 평론사 | 점수   |
| 어드벤처 게이머즈 | 4.5/5  |
| CGW | [ 11 ] |
| 게임스팟 | 9.3/10 |
| 게임스파이 | 92/100 |
| IGN | 9.3/10 |
| 넥스트 제네레이션 | [ 15 ] |
| PC 게이머 (US) | 90%    |
| Computer Games Magazine | [ 17 ] |
| The Electric Playground | 8.5/10 |

## 참조
1. ↑  영어: The Longest Journey